# 高雄市政府捷運工程局
高雄市政府捷運工程局（たかおしせいふしょううんこうていきょく/英語：Mass Rapid Transit Bureau, Kaohsiung City Government）は中華民国（台湾）の高雄市政府付属機関である。高雄捷運の路線計画及び建設の監督を行っている。

## 沿革
- 1990年4月14日 - 「高雄市政府捷運工程局準備処」が成立した[1]。
- 1994年5月9日 - 「高雄市政府捷運工程局」が正式に成立した[1]。

## 組織
5科5室を有する。
- 総合規劃科
- 工務管理科
- 系統工程科
- 営運監理科
- 開発路権科
- 資訊室
- 秘書室
- 人事室
- 政風室